# Agylla strigula
Agylla strigula är en fjärilsart som beskrevs av George Francis Hampson 1900. Agylla strigula ingår i släktet Agylla och familjen björnspinnare. Inga underarter finns listade i Catalogue of Life.